# Gerold Rudle
Gerold Rudle (* 3. Jänner 1963 in Wien) ist ein österreichischer Schauspieler, Moderator und Kabarettist.

## Leben
Während seiner Zeit als freier Mitarbeiter beim ORF beendete Rudle 1987 seine Ausbildung zum Schauspieler am Wiener Volkstheater. Er arbeitete beim ORF und bei den Festspielen in Berndorf.
Von 1993 bis 2004 spielte er mehrere Kabarettprogramme zusammen mit Herbert Steinböck als Duo Steinböck und Rudle. 2003 hatte er mit Herbert Steinböck eine wöchentliche Comedysendung auf Premiere Austria. Rudle hatte auch einige Gastauftritte im österreichischen Fernsehen, unter anderem bei MA 2412 und Kaisermühlen-Blues. Im Jahr 2007 spielte er an der Seite seiner Tochter Nikola Rudle eine Hauptrolle in der Serie Mitten im 8en. 2008 nahm er an der ORF-Fußballshow Das Match teil.
Gerold Rudle hat zwei Kinder aus einer geschiedenen Ehe. Er ist mit seiner Bühnenpartnerin Monica Weinzettl verheiratet.

## Kabarett

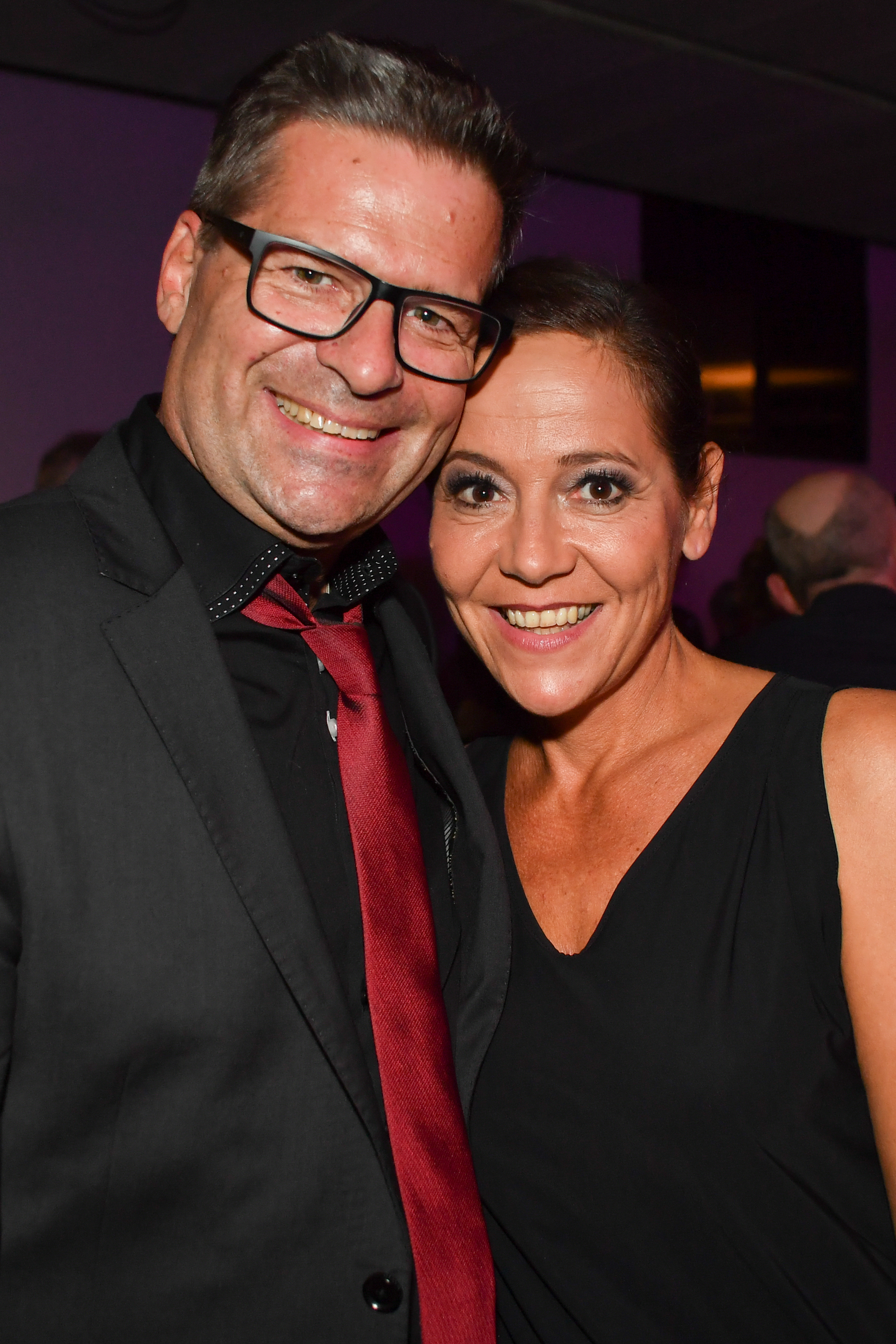
Rudle mit Monica Weinzettl, 2017

- Rudle mit Monica Weinzettl, 20171993: Butterkipferl – mit Herbert Steinböck
- 1994: Solo – mit Herbert Steinböck
- 1996: Salzstangerl – mit Herbert Steinböck
- 1997: Killerkipferl I – mit Herbert Steinböck
- 1999: Killerkipferl II – mit Herbert Steinböck
- 2003: Killerkipferl III – mit Herbert Steinböck
- 2003: Alles wird gut – erstes Soloprogramm
- 2004: Streicheleinheiten
- 2005: Vier nach Vierzig – mit Eva Marold, Steffi Paschke und Reinhard Nowak
- 2006: PAARanoia – mit Monica Weinzettl
- 2007: Streng vertraulich – mit Jutta Rudle und Markus Marageter
- 2008: Wir müssen Reden mit Monica Weinzettl
- 2009: brutal...normal mit Monica Weinzettl
- 2011:	Träum weiter mit Monica Weinzettl
- 2013: Kalte Platte mit Monica Weinzettl
- 2014: Wiederverwertpaar mit Monica Weinzettl
- 2017: Drama-Queen & Couch-Potato mit Monica Weinzettl
- 2019: zum x-ten Mal mit Monica Weinzettl
- 2021: voll abgefahren mit Monica Weinzettl

## Film und Fernsehen
- seit 2004: Was gibt es Neues? – Dauergast
- seit 2005: Novotny und Maroudi – Hauptrolle seit der 1. Staffel
- 2005: Frischlinge – Moderator
- 2006: Nie mehr Schule – Promis zurück auf die Schulbank – Moderator
- 2006: Wahre Freunde – Auftritt unter anderem mit Michael Niavarani
- 2007: Mitten im 8en – Hauptrolle
- 2008: Das Match
- 2013: Hyundai Kabarett-Tage
- 2019: Sehr Witzig!? (Übernahme von Gery Seidl)

## Auszeichnung
- 2000: Salzburger Stier (zusammen mit Herbert Steinböck)

## Werke
- Gerold Rudle/Monica Weinzettl: PAARanoia – von der Krise in die Katastrophe. Das Buch. Hoanzl 2007